# Voyage (Sänger)

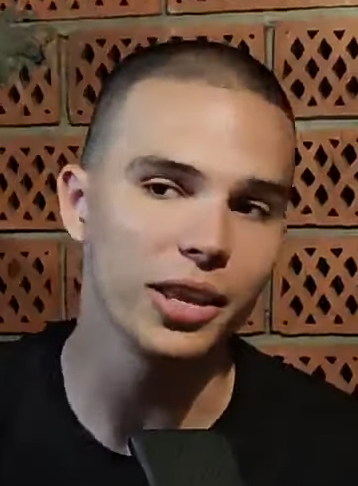
Voyage (2021)

Mihajlo Veruović (serbisch-kyrillisch Михајло Веруовић; * 15. September 2001 in Belgrad), besser bekannt unter seinem Künstlernamen Voyage, ist ein serbischer Sänger.

## Leben und Karriere
Mihajlo Veruović wurde am 15. September 2001 in Belgrad geboren. Er gründete nach Besuch der Grundschule in der weiterführenden Schule mit seinen Klassenkameraden die Rap-Gruppe Company. Die Gruppe veröffentlichte 2015 ihren ersten Song mit dem Titel Priđi bliže. 2017 veröffentlichte er mit der Gruppe auch den Song Do kraja sowie noch einige weitere Lieder.
Zusammen mit Andreom veröffentlichte er im April 2019 das Album Porok i greh. Das Album wurde von der Plattenfirma Die Rich veröffentlicht und enthielt 10 Songs, die von Voyage und Andre geschrieben wurden.
Im Laufe des Jahres 2019 begann er eine Zusammenarbeit mit der Plattenfirma Generacija Zed, für die er im Mai 2019 zusammen mit Henny den Song Otrovan veröffentlicht, gefolgt von Sećanja.
Einem breiteren Publikum wurde er nach seiner Zusammenarbeit mit Breskvica an dem Lied Vrati me bekannt. Im November 2019 veröffentlichte er mit Breskvica ein zweites Duett mit dem Titel Budi tu, und Ende Dezember desselben Jahres veröffentlichte er zusammen mit Vuk Mob und Breskvica das Lied Koraci u noci.
Im Jahr 2020 veröffentlichte Voyage weiterhin Duette mit Breskvica. Es entstanden so die Songs C’est la vie, Dam, Bezimena und Anđele. Die beiden veröffentlichten außerdem mit Tanja Savić auch das Lied Pancir.
Anfang 2021 begann Voyage eine Zusammenarbeit mit den Produzenten der Fernsehserie Južni vetar. Im Rahmen dieser Zusammenarbeit entstand im März desselben Jahres der Song Pleši zusammen mit dem britischen Rapper J Fado.
Voyage hatte mehrere Songs in den österreichischen Singlecharts.

## Privatleben
Mihajlo ist der Sohn von Milan Veruović, dem ehemaligen Leibwächter von Zoran Đinđić und Autor des Buches  Treći metak. Schon in jungen Jahren musste er nach Frankreich umziehen, woher sein Künstlername Voyage stammt, der „Reise“ bedeutet. Er führte eine dreijährige Beziehung mit der Sängerin Anđela Ignjatović, bekannt unter ihrem Künstlernamen Breskvica.

## Diskografie

### Alben
- 2024: Guns N Roses

### Kollaborationen
- 2019: Porok i greh (mit Andre)

### Live-Alben
- 2021: Music Week - Live
- 2022: Music Week - Live (mit Nucci)
- 2023: Music Week - Live (mit Nucci)

### Singles (Auswahl)
| - 2015: Priđi bliže - 2017: Do kraja - 2017: Nadaren ili proklet (mit Relja Torino) - 2018: Metro - 2018: Piccolo - 2018: Tantala - 2018: Belo - 2019: Otrovan (mit Henny) - 2019: Sećanja (mit Henny) - 2019: TRAPSTARZ (mit Josif) - 2019: V Y B E (mit Josif) - 2019: Vrati me (mit Breskvica) - 2019: Budi tu (mit Breskvica) - 2019: Koraci u noći (mit Vuk Mob & Breskvica) - 2019: Trebala (mit MihaMih) - 2020: C'est la vie (mit Breskvica) - 2020: Dam (mit Breskvica) - 2020: Bezimena (mit Breskvica) - 2020: Pancir (mit Tanja Savić & Breskvica) - 2020: Anđele (mit Breskvica) - 2021: Beli grad (mit Breskvica) - 2021: Uloge - 2021: Tebe ću | - 2021: Pleši (mit J Fado) - 2021: Kartel - 2021: Bounce (mit Snik) - 2021: Aman (mit Rasta) - 2021: Balkan (mit Nucci) - 2021: Euforija - 2022: Detinjstvo - 2022: Gad (mit Nucci) - 2022: Tango - 2022: London (mit Elena Kitić) - 2022: Pismo (mit Rast & Darko Lazić) - 2023: La La La - 2023: Bella Hadid (mit Nucci) - 2023: Garava (mit Devito) - 2023: Mafia (mit Devito) - 2023: Blue Racks (mit Pajel; #4 der deutschen Single-Trend-Charts) - 2023: Svrati - 2023: Block Life (mit Mero) - 2023: Balerina (mit Tea Tairović) - 2023: Periferija (mit Nucci) - 2024: Oaed - Remix (mit Snik, Toquel, Ivan Greko & BeTaf Beats) - 2024: Amsterdam (mit Biba) - 2024: Muškarčina (mit Ceca) - 2025: Od Vina - 2025: Tajne U Ogledalu - 2025: Đavole (mit Edita Radinović) |